# Chiesa del Crocifisso (Puente la Reina)
La chiesa del Crocifisso, in spagnolo Iglesia del Crucifijo, è un luogo di culto cattolico nel comune di Puente la Reina nella comunità autonoma di Navarra. Posta sul Camino Francés, uno dei rami del Cammino di Santiago di Compostela, la sua costruzione risale al XII secolo e in Spagna dal 1943 è considerata un Bien de Interés Cultural.

## Storia

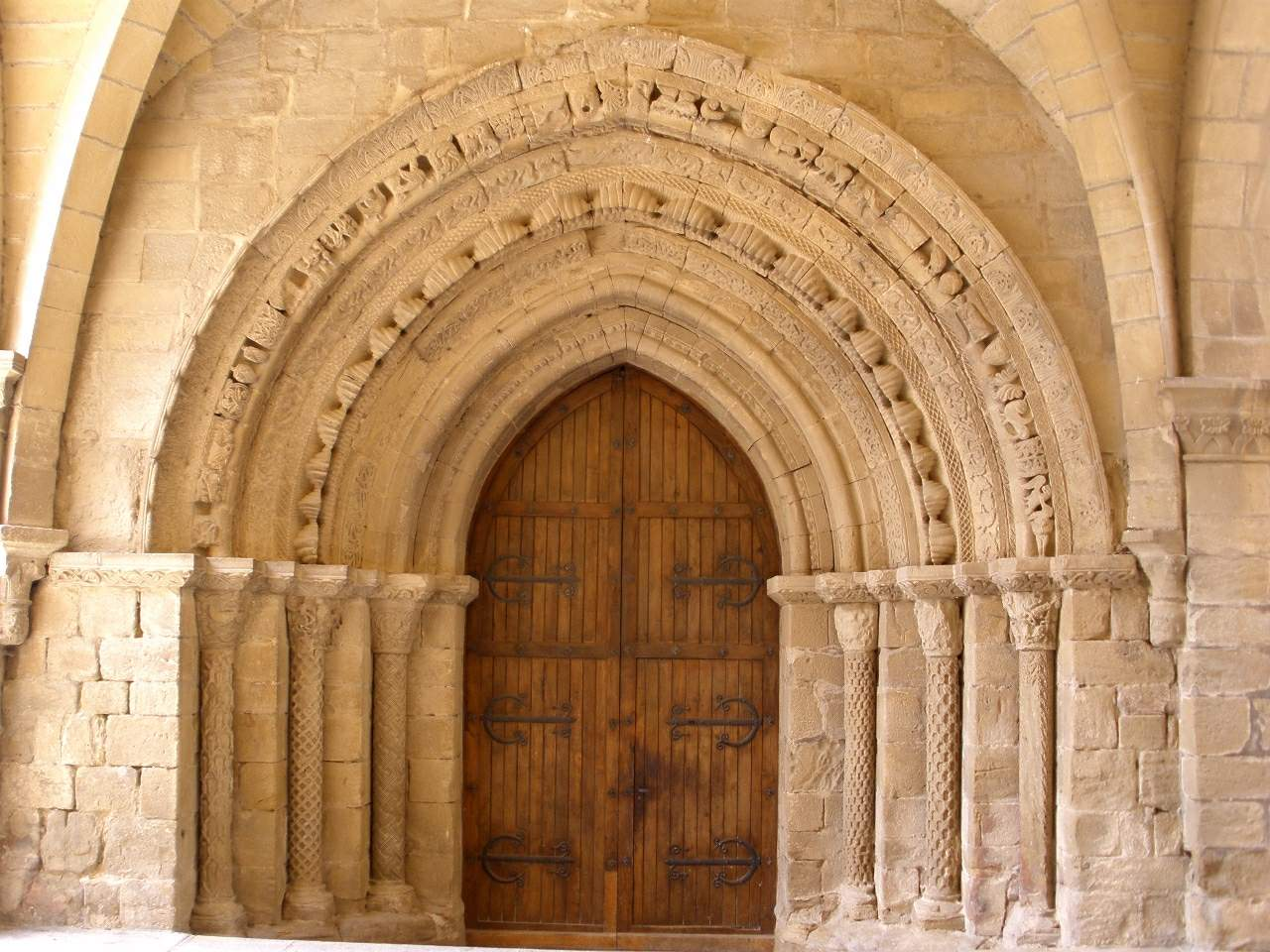
Portale

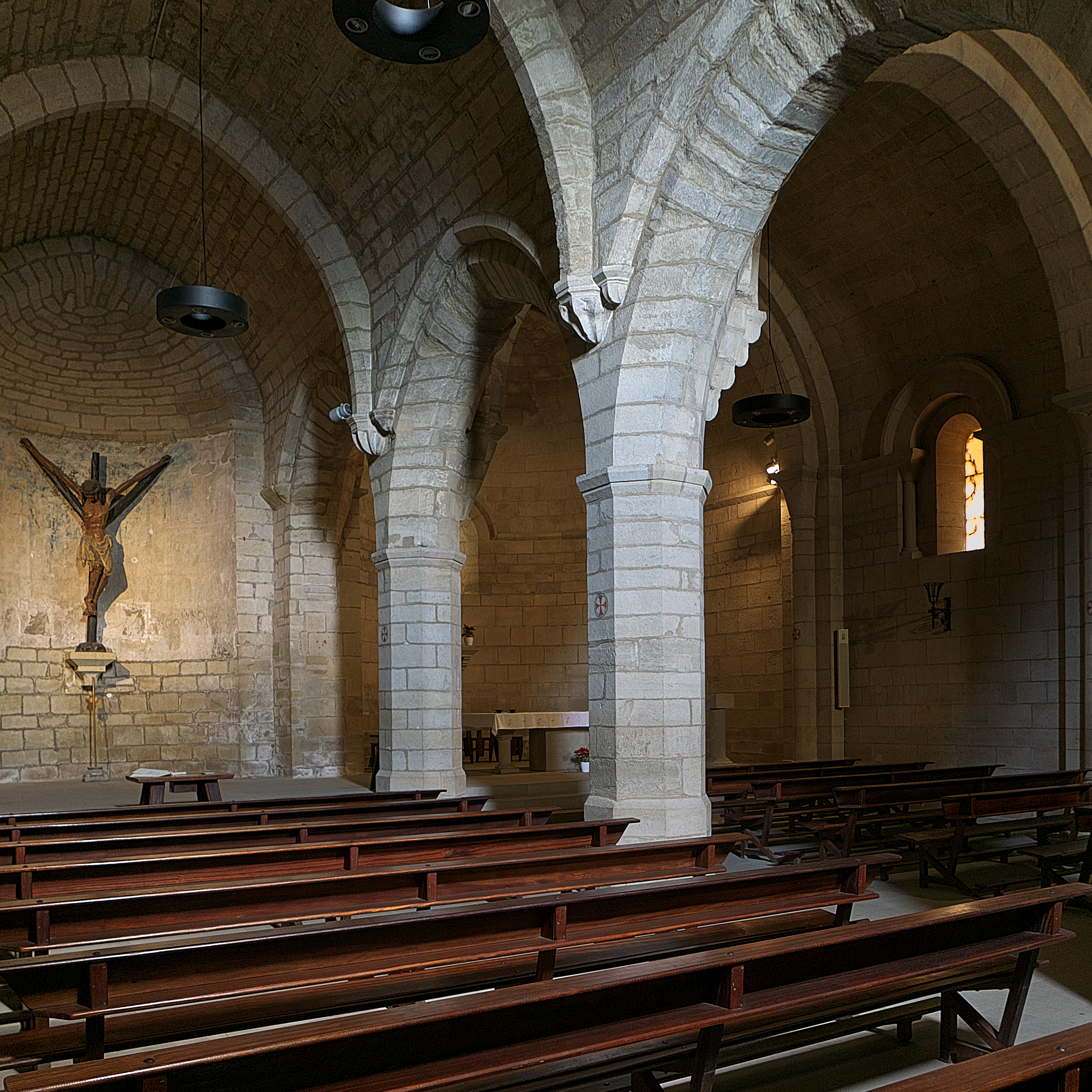
Interno della sala

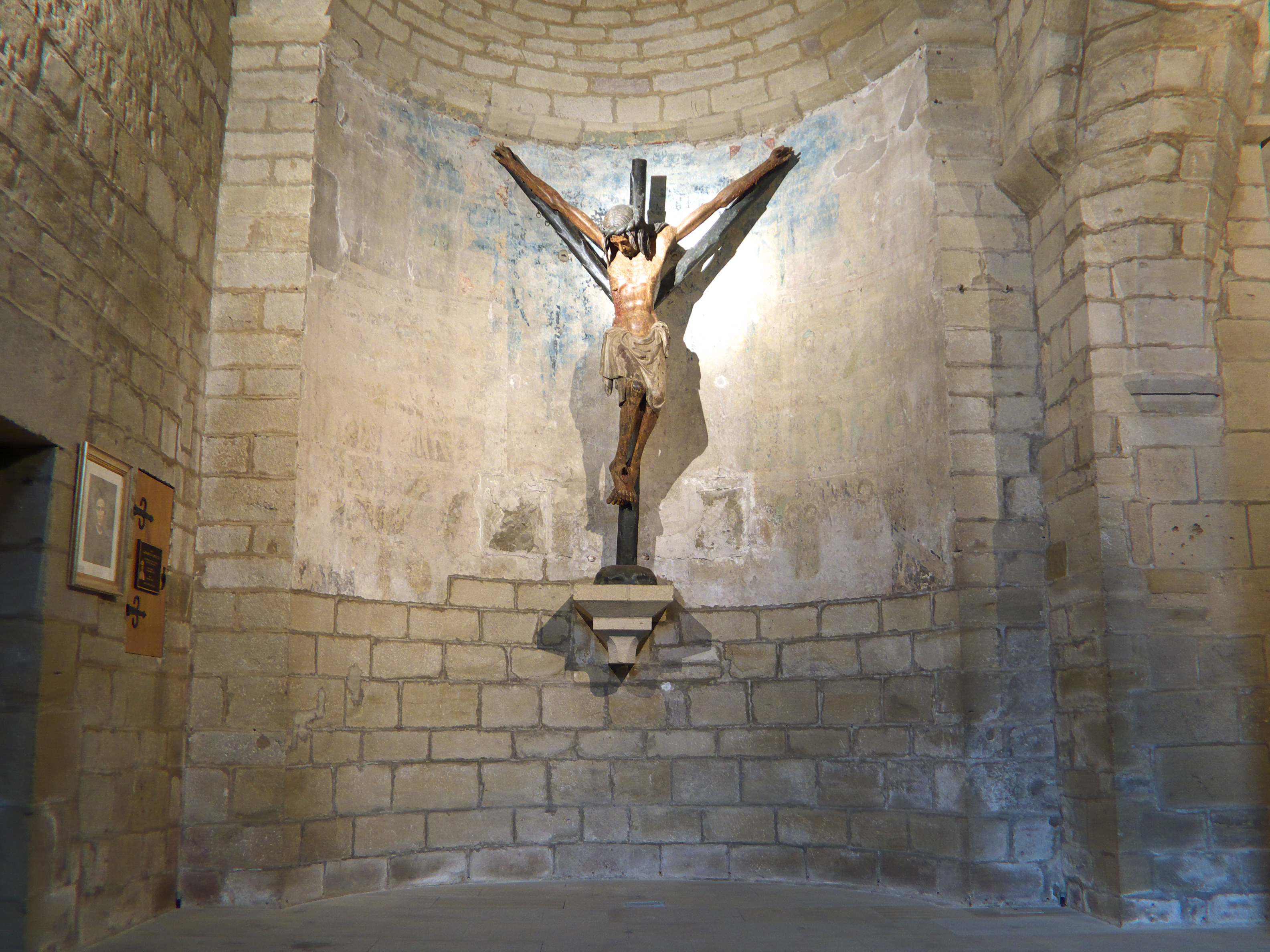
Crocifisso gotico che da il nome alla chiesa

Il tempio venne edificato verso la fine del XII secolo dai templari ed ebbe dedicazione per Santa María degli Orti. L'ordine cavalleresco religioso venne espulso nel 1312 e oltre un secolo dopo la chiesa passò agli Ospitalieri di San Giovanni di Gerusalemme e divenne anche un luogo di ospitalità e cura per chi stava in pellegrinaggio sul Cammino. A partire dal 1469 fu la confraternita del Crocifisso a curare la chiesa e la dedicazione divenne quella che ci è pervenuta. La costruzione della torre campanaria venne ultimata solo nel XVII secolo. Il luogo religioso andò in seguito incontro a un periodo di abbandono sino a quando, nel 1919, i Padri Riparatori si assunsero la responsabilità del tempio e lo restaurarono.
Dal 1943 la chiesa è stata inserita tra i beni di interesse culturale spagnolo.

## Descrizione

### Esterni
La facciata è caratterizzata dal grande portale duecentesco caratterizzato dall'aspetto strombato con arco a sesto acuto suddiviso in tre cornici concentriche ognuna con una colonna e relativo capitello. Vi sono decorazioni scolpite come le conchiglie dei pellegrini e figure che rappresentano angeli, uccelli, leoni e altri animali.

### Interni
La sala è suddivisa in tre navate, la prima risalente al XII secolo e la seconda inserita con l'ampliamento del XIV secolo. La terza e più recente è in stile gotico. Il grande crocifisso dal quale prende nome la chiesa si trova sulla parete della cappella che vi è dedicata. La scultura risalente al XIV secolo e di origine germanica è di grande valore storico ed artistico, una delle più importanti opere gotiche del genere in Spagna e vi sono legate varie leggende popolari.